# Apiwat Sangsanguan
Apiwat Sangsanguan (thailändisch อภิวัฒน์ แสงสงวน, * 19. Januar 1992) ist ein thailändischer Fußballspieler.

## Karriere
Apiwat Sangsanguan spielte bis Ende 2018 beim Navy FC in Sattahip in der Provinz Chonburi. Wo er vorher gespielt hat, ist unbekannt. Hier wurde er in der ersten sowie auch in der zweiten Mannschaft eingesetzt. Die erste Mannschaft spielte in der ersten Liga, der Thai Premier League, die zweite in der Thai League 4, in der Eastern Region. Für die erste Mannschaft absolvierte er sieben Spiele und schoss dabei ein Tor. Von 2019 bis Dezember 2021 war er vertrags- und vereinslos. Im Dezember 2021 unterschrieb er einen Vertrag beim Marines Eureka FC. Mit dem Verein aus der Provinz Chonburi spielte er elfmal in der Eastern Region der dritten Liga. Zu Beginn der Saison 2022/23 kehrte er im Sommer 2022 zum Navy FC zurück. Nach zwei Spielzeiten in der dritten Liga wurde sein Vertrag im Sommer 2024 nicht verlängert.